# یوری هریتسینا
یوری هریتسینا (اوکراینی: Юрій Васильович Гріцина؛ زادهٔ ۱۵ ژوئن ۱۹۷۱) بازیکن فوتبال اهل اوکراین است.
از باشگاه‌هایی که در آن بازی کرده‌است می‌توان به باشگاه فوتبال آرسنال تولا، باشگاه فوتبال ولگا نیژنی نووگورود، باشگاه فوتبال تیومن، باشگاه فوتبال دینامو استاوروپول، باشگاه فوتبال سوکول ساراتوف، باشگاه فوتبال چرنومورتس نووراسییسک، باشگاه فوتبال دینامو کی‌یف، باشگاه فوتبال الیستا، باشگاه فوتبال کاوناس، باشگاه فوتبال زوریا لوهانسک، و باشگاه فوتبال لیپایاس متالورگس اشاره کرد.
وی همچنین در تیم ملی فوتبال اوکراین بازی کرده‌است.